# André Willms

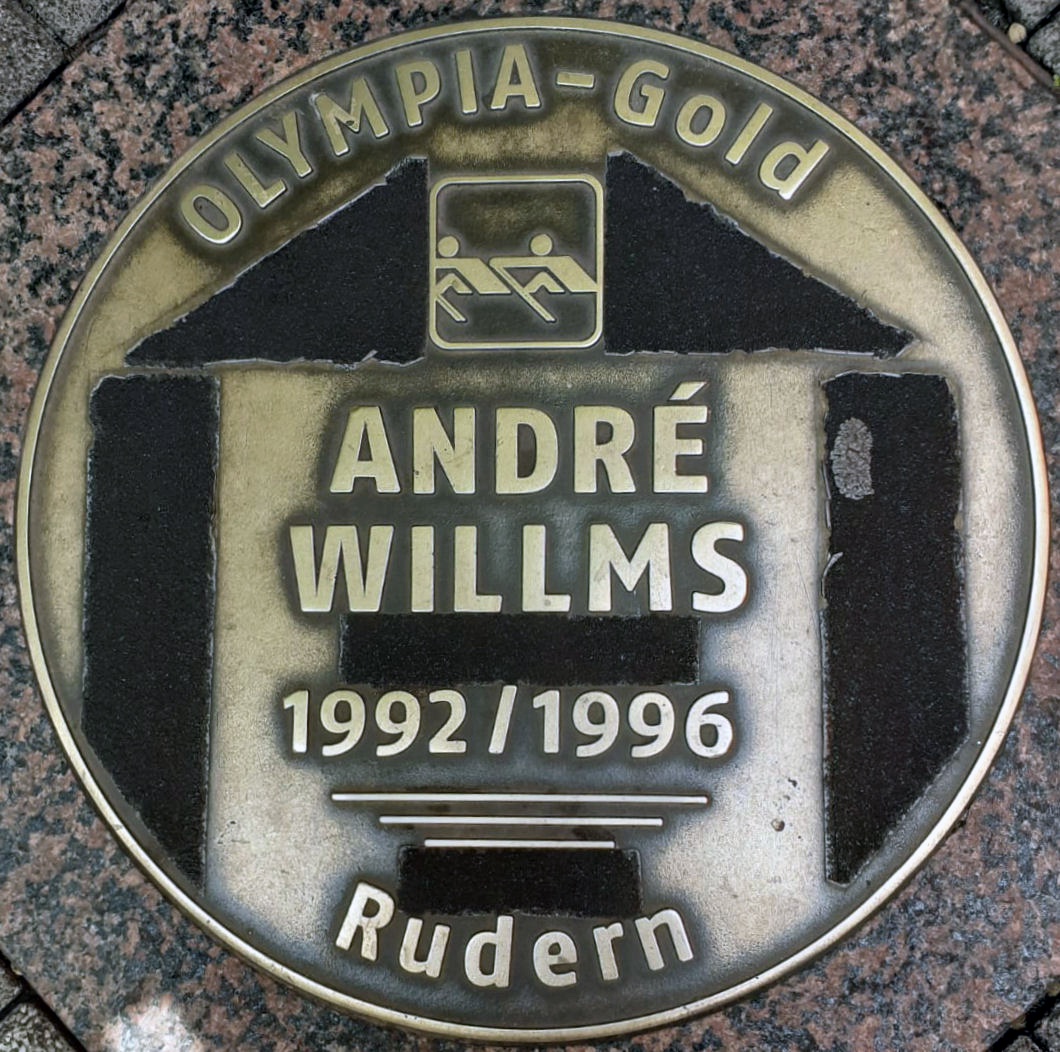
Sports Walk of Fame in Magdeburg

André Willms (* 18. September 1972 in Burg (bei Magdeburg)) ist ein ehemaliger deutscher Ruderer.

## Erfolge
1990 wurde er Juniorenweltmeister im Einer und war seitdem bis zu seinem Karriereende 2004 durchgehend Mitglied der deutschen Nationalmannschaft.
André Willms wurde Weltmeister im Doppelvierer in den Jahren 1993, 1999 und 2001 sowie Olympiasieger 1992 und 1996. Bei den Olympischen Spielen 2000 in Sydney gewann er die Bronzemedaille im Doppelvierer. Bei den Olympischen Spielen 2004 in Athen belegte Willms den fünften Platz im Doppelvierer. 1994 wurde er Weltmeister im Einer, 1995 und 1997 jeweils Vizeweltmeister. André Willms beendete 2004 seine Karriere. Er wurde in Magdeburg mit einem Stern auf dem „Walk of Fame“ geehrt. Außerdem wurde er von Bundespräsident von Weizsäcker mit dem Silbernen Lorbeerblatt ausgezeichnet.
1996 wurde sein Sohn Philipp-André Syring geboren, der später ebenfalls im Rudern erfolgreich war. André Willms wurde 2004 von der FDP in Sachsen-Anhalt in die Bundesversammlung entsandt, die Horst Köhler zum Bundespräsidenten der Bundesrepublik Deutschland wählte.